# Karneenpriester
Als Karneenpriester (altgr. ιερείς δ' του καρνίου, lat. carnii sacerdotes) werden die Priester des Gottes Apollon Karneios, die über die Stadt Sikyon regierten, bezeichnet.
Während Sextus Iulius Africanus ihnen insgesamt 28 Regierungsjahre zuschreibt, berichtet Eusebius von Caesarea, dass sie für 33 Jahre die Regierungsgewalt innehatten. Als letztes Jahr der Karneenpriester gibt er das 352. Jahr vor den ersten Olympischen Spielen der Antike also 1128/7 v. Chr. an. Das erste Regierungsjahr der Karneenpriester war demnach zwischen 1161 und 1155 v. Chr.

## Liste der Karneenpriester
| Name       | Regierungszeit nach Eusebius | Regierungszeit nach Eusebius | Regierungszeit nach Eusebius | Regierungszeit nach Africanus | Regierungszeit nach Africanus | Regierungszeit nach Africanus |
| ---------- | ---------------------------- | ---------------------------- | ---------------------------- | ----------------------------- | ----------------------------- | ----------------------------- |
| Archelaos  | 1 Jahr                       | 1 Jahr                       | 1 Jahr                       | 1 Jahr                        | 1 Jahr                        | 1 Jahr                        |
| Automedon  | 1 Jahr                       | 1 Jahr                       | 1 Jahr                       | 1 Jahr                        | 1 Jahr                        | 1 Jahr                        |
| Theoklytos | 4 Jahre                      | 4 Jahre                      | 4 Jahre                      | 1 Jahr                        | 1 Jahr                        | 1 Jahr                        |
| Euneos     | 6 Jahre                      | 6 Jahre                      | 6 Jahre                      | 4 Jahre                       | 4 Jahre                       | 4 Jahre                       |
| Theonomos  | 9 Jahre                      | 9 Jahre                      | 9 Jahre                      | 1 Jahr                        | 1 Jahr                        | 1 Jahr                        |
| Amphigyes  | 12 Jahre                     | 12 Jahre                     | 12 Jahre                     | 9 Jahr                        | 9 Jahr                        | 9 Jahr                        |
| Charidemos | -                            | -                            | -                            | 1 Jahr                        | 1 Jahr                        | 1 Jahr                        |